# Битва при Ардебілі
Битва при Ардебілі — найбільша битва між арабами й хозарами. Відбулась 6 — 9 грудня 730 року в околицях міста Ардебіль. Завершилась повним розгромом арабської армії.

## Передумови
Від початку VIII століття між Хозарією та Арабським халіфатом тривала безперервна боротьба за контроль над Закавказзям. Свого піку хозарська експансія сягнула в 730/731 року (112 рік хіджри). Хозарська армія, яку очолював син кагана Барджіль, вторглась до арабських володінь через Дар'яльську ущелину, пройшла Арран і вступила на територію сучасного Ірану. Правитель області Джаррах ібн Абдалла аль-Хакамі, який раніше вже неодноразово воював з хозарами, не мав достатньо сил для військової сутички, тому відступив до Ардебіля. Там він спочатку зайняв неприступну позицію біля гори Сабалан, маючи намір очікувати на підкріплення з центральних областей Халіфату. Однак потім з якихось причин (можливо, через загрозу Ардебілю) він наважився на вилазку. Противники зустрілись на рівнині. Армія арабів налічувала 25 тисяч вояків, хозарські ж сили багаторазово її переважали. В арабських джерелах називається число 300 тисяч осіб (воно визнається перебільшеним).

## Перебіг битви
Битва тривала два дні. Більшість арабських воїнів загинули. Надвечір другого дня із настанням темряви багато хто з уцілілих в арабському таборі залишили поле бою. У Джарраха не залишилось армії, тому вранці третього дня хозари пішли в останню атаку, в результаті якої араби почали тікати. За легендою воєначальникам удалось зупинити паніку закликом померти за Аллаха, і воїни бились на смерть. Джаррах загинув у бою. Хозарський предводитель відрізав йому голову та насадив її на спис як трофей. З усієї арабської армії вдалось урятуватись лише кільком сотням утікачів. Серед них був дехто Скалаб (тобто слов'янин), який особисто доповів халіфу про катастрофу.

## Наслідки
Після розгрому арабського війська хозари взяли в облогу Ардебіль, оточивши його катапультами. Після нетривалого опору місто здалось. Хозари перебили захисників та узяли великий полон. Потім військо розсіялось країною для грабунків. Хозарська кіннота вирушила далі углиб Халіфату й досягнула околиць Діярбакира та Мосула, де її зупинила арабська армія.
Звістка про успіх хозарів знайшла відображення у вірменських та візантійських джерелах. Імовірно, з ним має безпосередній зв'язок укладений 732 року династичний шлюб сина візантійського імператора Костянтина V з дочкою хозарського кагана Віргора Чичак. У єврейсько-хозарському листуванні взяття Ардебіля пов'язується з подвигами полководця Булана — майбутнього родоначальника династії беків.
Тим не менше, навіть настільки глибоке просування не могло забезпечити докорінний перелом у перебігу конфлікту. До січня 731 року свіже арабське військо під керівництвом полководця Саїда аль-Хараші вибило хозарів з усіх захоплених позицій. За шість років, 737, арабський полководець Марван ібн Мухаммед (майбутній халіф) у відповідь організував широкомасштабний похід углиб Хозарії, в результаті якого експансія хозарів до Закавказзя була зупинена на тривалий час.